# Cyrtochloa mindoroensis
Cyrtochloa mindoroensis är en gräsart som beskrevs av John Dransfield. Cyrtochloa mindoroensis ingår i släktet Cyrtochloa, och familjen gräs. Inga underarter finns listade i Catalogue of Life.